# Fenyőkúti tőzegláp
A Korondhoz tartozó Fenyőkúton, a kis település északkeleti határában tőzegláp  alakult ki az évezredek folyamán.

## Leírása
Fenyőkút a 18. században alakult ki, sokáig Korond tízeseként létezett. A kis tanyai település északkeleti határában védettséget élvező láp található, mely ritka állat és növényfajoknak az élőhelye.  A Görgényi-havasok vulkáni platóján kialakult természeti ritkaság az oligotróf lápok kategóriájába tartozik. Románia legnagyobb természetes erdeifenyő populációja található meg a 40 hektáros fenyőkúti tőzeglápon, mely a Keleti-Kárpátokban előforduló erdei fenyős tőzeglápok legnyugatibb képviselője is egyben. 
2007-től a Natura 2000-es hálózat részét képezi a terület, fokozott védelmet élvez. A növények közül megtalálhatjuk itt a különféle mohaféléket,  az erdei fenyőt, lucfenyőt, hüvelyes gyapjúsást, sást, sárkánygyökeret, közönséges nyírt, molyhos nyírt, rezgő nyárt, kereklevelű harmatfüvet, kutyabengét, mámorkát, tőzegrozmaringot, tőzegáfonyát, vörös áfonyát, fekete áfonyát.  A láp területén előforduló állatfajok, mint az erdei béka, gyepi béka, foltos szalamandra, valamint az elevenszülő gyík fokozott védelem alatt állnak.
2013-ban pályázati pénzből, valamint a helyiek összefogása által modern tanösvényt létesítettek a fenyőkúti tőzeglápon. Romániában egyedülálló, mozgássérültek által is látogatható tanösvényen a diákok interaktív módon ismerkedhetnek meg az itt jelen lévő tajga növény- és állatvilágával és a hely sajátosságaival, érdekességeivel. 

## Külső hivatkozások
- [halott link]
- Archiválva 2017. május 8-i dátummal a Wayback Machine-ben
- Felvételek a Fenyőkúti tőzeglápról